# InterPro
InterPro este o bază de date cu familii de proteine, domenii și site-uri funcționale în care caracteristicile identificabile găsite în proteinele cunoscute pot fi aplicate noilor secvențe de proteine pentru a le caracteriza funcțional.
Conținutul InterPro constă din semnături de diagnosticare și proteinele care se potrivesc semnificativ. Semnăturile constau din modele (tipuri simple, cum ar fi expresii regulate sau unele mai complexe, cum ar fi modelele Markov ascunse) care descriu familii de proteine, domenii sau site-uri. Modelele sunt construite din secvențele de aminoacizi ale familiilor sau domeniilor cunoscute și sunt utilizate ulterior pentru a căuta secvențe necunoscute (cum ar fi cele care decurg din secvențierea genomului nou) pentru a le clasifica.  Fiecare dintre bazele de date membre ale InterPro contribuie la o nișă diferită, de la clasificări la nivel foarte înalt, bazate pe structură (SUPERFAMILY și CATH-Gene3D) până la clasificări subfamiliale destul de specifice (PRINTS și PANTHER).
Intenția InterPro este de a oferi un mulaj unic pentru clasificarea proteinelor, unde toate semnăturile produse de diferitele baze de date membre sunt plasate în intrări în baza de date InterPro. Semnăturile care reprezintă domenii, site-uri sau familii echivalente sunt introduse în aceeași intrare, iar intrările pot fi, de asemenea, corelate între ele. Informații suplimentare, cum ar fi o descriere, nume coerente și termeni ca ontologia genei (GO) sunt asociate cu fiecare intrare, acolo unde este posibil.